# Méline Gérard

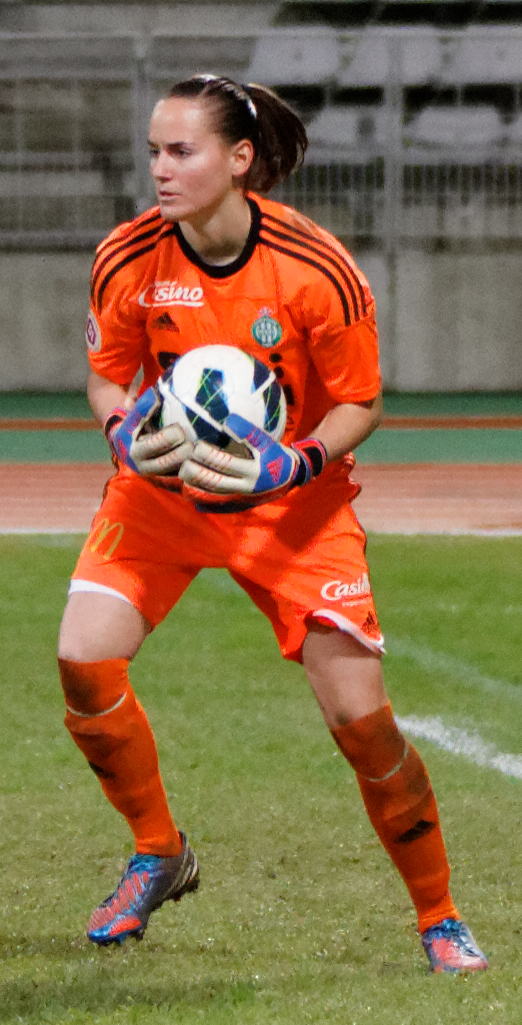
Méline Gérard i december 2012

Méline Orlane Christine Gérard född 30 maj 1990 i Massy, Frankrike, är en fransk fotbollsmålvakt. Hon representerar klubben Montpellier HSC.
Gérard har tidigare spelat för AS Saint-Étienne och Olympique Lyonnais. Hon var en del i Frankrikes trupp i VM i Kanada år 2015.